# مانز
مانز (انگلیسی: Manz) شرکت مهندسی آلمانی است، که در سال ۱۹۸۷ تأسیس شد.